# Efferia bryanti
Efferia bryanti là một loài ruồi trong họ Asilidae. Efferia bryanti được Wilcox miêu tả năm 1966. Loài này phân bố ở vùng Tân Bắc giới.